# Nikagorasz
Nikagorasz (3. század) görög filozófus.
Muszaiosz rétor fia, Minucianus rétor atyja volt. Athéni szofista, Longinosz kortársa és barátja volt. Művei nem maradtak fenn.